# San Estanislao
San Estanislao, ufficialmente San Estanislao de Kostka, è un comune della Colombia facente parte del dipartimento di Bolívar.
Il centro abitato venne fondato da un gruppo di missionari gesuiti nel 1650, mentre l'istituzione del comune è del 1960.